# Леоненко Віктор Євгенович
Ві́ктор Євге́нович Лео́ненко (* 5 жовтня 1969, Тюмень) — радянський та український футболіст. У минулому — нападник низки російських та українських клубів, а також національної збірної України.

## Клубна кар'єра
Вихованець спортивної школи команди «Геолог» з рідної Тюмені. У цій же команді 1988 року розпочав виступи у чемпіонаті СРСР. 1991 року перейшов до московського «Динамо», а вже за рік — до «Динамо» (Київ). У київському «Динамо» грав протягом 6 сезонів, відзначився 79 голами (62 з них — у чемпіонатах України), входить до десятки найкращих бомбардирів в історії клубу. «Прославився» також свавільним характером, неодноразовими порушеннями спортивного режиму та напруженими стосунками з Йожефом Сабо.
З появою в основній команді «Динамо» молодого Андрія Шевченка почав утрачати місце в основі і в 1998 році перейшов до іншого київського клубу — ЦСКА, в якому постійно виходив на поле лише протягом першої половини сезону 1998-99. Кар'єру гравця завершив в ужгородському «Закарпатті», за яке відіграв другу половину сезону 2000—2001 та першу половину сезону 2001—2002.

## Громадянська позиція
У вересні 2015 року в одному з інтерв'ю на фразу журналіста про те, що він не підтримав акцію Романа Зозулі, Леоненко заявив, що бере участь у ветеранських матчах, збори з яких йдуть на підтримку української армії.

## Статистика виступів

### Клубна
| Клуб                 | Сезон                | Чемпіонат | Чемпіонат | Кубок | Кубок | Єврокубки | Єврокубки | Всього | Всього |
| Клуб                 | Сезон                | Ігри      | Голи      | Ігри  | Голи  | Ігри      | Голи      | Ігри   | Голи   |
| -------------------- | -------------------- | --------- | --------- | ----- | ----- | --------- | --------- | ------ | ------ |
| Геолог               | 1988                 | 17        | 0         | 1     | 0     | -         | -         | 18     | 0      |
| Геолог               | 1989                 | 35        | 11        | 1     | 0     | -         | -         | 36     | 11     |
| Геолог               | 1990                 | 33        | 12        | -     | -     | -         | -         | 33     | 12     |
| Геолог               | 1991                 | 8         | 3         | -     | -     | -         | -         | 8      | 3      |
| Динамо (М)           | 1991                 | 16        | 9         | 1     | 0     | 6         | 0         | 23     | 9      |
| Динамо (К)           | 1992                 | 5         | 3         | 1     | 0     | -         | -         | 6      | 3      |
| Динамо (М)           | 1992                 | 4         | 5         | -     | -     | -         | -         | 4      | 5      |
| Динамо (К)           | 1992-93              | 27        | 16        | 5     | 5     | 4         | 3         | 36     | 24     |
| Динамо (К)           | 1993-94              | 24        | 15        | -     | -     | 2         | 2         | 26     | 17     |
| Динамо (К)           | 1994-95              | 20        | 17        | 3     | 0     | 6         | 3         | 29     | 20     |
| Динамо (К)           | 1995-96              | 13        | 5         | 4     | 1     | -         | -         | 17     | 6      |
| Динамо (К)           | 1996-97              | 9         | 5         | -     | -     | 4         | 0         | 13     | 5      |
| Динамо (К)           | 1997-98              | -         | -         | 2     | 4     | -         | -         | 2      | 4      |
| ЦСКА (К)             | 1998-99              | 12        | 5         | 4     | 1     | 4         | 1         | 20     | 7      |
| ЦСКА (К)             | 1999-00              | 1         | 0         | -     | -     | -         | -         | 1      | 0      |
| Закарпаття           | 2000-01              | 5         | 2         | -     | -     | -         | -         | 5      | 2      |
| Закарпаття           | 2001-02              | 7         | 1         | 2     | 1     | -         | -         | 9      | 2      |
| Всього за Динамо (К) | Всього за Динамо (К) | 98        | 61        | 15    | 10    | 16        | 8         | 129    | 79     |
| Всього               | Всього               | 236       | 109       | 24    | 12    | 26        | 9         | 286    | 130    |

## Виступи за збірну
Після переїзду з Москви до Києва у 1992 році прийняв українське громадянство і вже того ж року дебютував у складі національної збірної України (26 серпня у товариській зустрічі проти збірної Угорщини, поразка 1:2). Загалом протягом 1992—1996 років за головну команду України зіграв 14 матчів, відзначився 6 голами.
| #  | Дата           | Місце          | Противник | Рахунок | Результат | Змагання   |
| -- | -------------- | -------------- | --------- | ------- | --------- | ---------- |
| 1. | 18 травня 1993 | Вільнюс, Литва | Литва     | 1-2     | перемога  | товариська |
| 2. | 16 жовтня 1993 | Хай-Пойнт, США | США       | 1-2     | перемога  | товариська |
| 3. | 16 жовтня 1993 | Хай-Пойнт, США | США       | 1-2     | перемога  | товариська |
| 4. | 25 травня 1994 | Київ, Україна  | Білорусь  | 3-1     | перемога  | товариська |
| 5. | 13 серпня 1996 | Київ, Україна  | Литва     | 5-2     | перемога  | товариська |
| 6. | 13 серпня 1996 | Київ, Україна  | Литва     | 5-2     | перемога  | товариська |

## Досягнення
- Чотириразовий чемпіон України: (1993—1996);
- Дворазовий володар Кубка України: (1993, 1996);
- Триразовий володар звання «Футболіст року» за версією газети «Український футбол»: (1992—1994).
- Футболіст року в чемпіонаті України: 1993
- Член Клубу бомбардирів Олега Блохіна — 108 голів

## ЄВРО-2012
Під час проведення фінальної частини європейського чемпіонату, залучався експертом на портал інформаційного агентства «Спорт України» для коментарів щодо проведених матчів за участю збірних-учасниць ЄВРО-2012.

## Великий футбол
Працював експертом програми Великий футбол.